# 庫什林
49°58′58″N 25°48′51″E / 49.98278°N 25.81417°E
庫什林（烏克蘭語：Кушлин），是烏克蘭的村落，位於該國西部捷爾諾波爾州，由克列梅涅茨區負責管轄，處於戈林卡附近，始建於1445年，面積3.39平方公里，2001年人口840。